# 史伊尹
史伊尹上校 (英文：Colonel Evan George Stewart，1892年3月27日—1958年12月17日），生於英國貝德福德 (Beford,England)，史犖伯(Robert Warren Steward)和史羅易莎(Louisa Kathleen Stewart)的第七個孩子，史伯特和史羅易莎都是在中國的傳教士。 
史伊尹於1893年跟隨父母到了中國福建古田站傳教。史犖伯和羅易莎在1895年在古田站(古田教案)附近的一個華生小山傳教時，遭反對外國傳教士的的中國叛亂暴逃打死。古田教案僅倖存五人，倖存的孩子們被帶到他祖父在都柏林的房子，其中史伊尹與他的兄弟姐妹，被帶到了他們的叔叔和阿姨照顧。
史伊尹在都柏林受教育，在威靈頓書院(Wellington College)讀書，他在數學，歷史和田徑取得優良的成績。 1910年，史伊尹在威靈頓書院畢業，後來到了香港，他的哥哥史超域任校長的聖保羅書院，他在香港為了籌集資金，入讀大學。他加入香港義勇軍，很快就完成籌集資金。 
他在1913年回到都柏林，在都柏林三一學院(Trinity College Dublin) 讀歷史。1915年，隨著第一次世界大戰的爆發，儘管他可以以大學生的身份免除服兵役，他仍然自願加入機關槍軍團。不幸地，他在塹壕戰受傷，他不夠立即恢復他的學位課程 ，1920年在聖保羅書院任教。他在任教時，在港修讀倫敦大學校外課程學位。1926年，都柏林三一學院以他因為曾在第一次世界大戰服兵役授的身份，頒予他一個歷史學位。 
1928年，史伊尹與倫義華主教的女兒蘭拉德(Dorothy Sarah Lander)結婚。1930年，史伊尹繼承哥哥史超域牧師接任聖保羅書院校長。 當1941年日本侵略香港，他任職皇家香港軍團(義勇軍)第三部隊（機關槍）的指揮，首先在昂船洲，後來在黃泥衝峽於日軍作戰。日本侵略香港前，他的妻子和兒子已被疏散到悉尼。日本投降後，他作為一名自1941年被拘留在亞皆老街軍營的囚犯，傷口不能妥善處理，加上營養不良等，變得病情嚴重，他撤離到澳大利亞，然後到英國斯托克曼德維爾骨科醫院。他1947年回到香港，並重開聖保羅書院。
史伊尹是香港校際體育委員會主席的主席，香港中學會考小組成員，香港大學校董會成員，聖約翰座堂成員，他其後加入香港軍團，繼承香港保衛隊。1955年，他獲OBE勳章。
史伊尹上校於1958年12月17日於校園內猝死，當時他仍以聖保羅書院校長的身分主持早會，享年66歲。他的骨灰被分散在聖保羅書院 ，於校內黃鳴謙堂舉行喪禮，並在聖約翰座堂舉行追思崇拜。史璧琦牧師(Rev. Geoffrey L. Speak)接任校長。同學會在黃鳴謙堂內為故校長史伊尹上校的哥哥史超域牧師立碑紀念，碑石由史超域牧師遺孀揭幕。